# Oswald von Hoyningen-Huene
Oswald Theodor Baron von Hoyningen-Huene (* 29. Juli 1885 in Clarens, Schweiz; † 26. August 1963 in Basel) war ein deutscher Diplomat.

## Leben und Wirken

### Frühe Jahre (1885 bis 1925)
Hoyningen-Huene entstammte einer uradeligen Familie aus dem Baltikum. Sein Vater war Alfred Baron von Hoyningen-Huene, seine Mutter Mary Almeria Colley.
Er studierte Rechtswissenschaften an den Universitäten Lausanne, Freiburg im Breisgau, Bonn, Leipzig und Berlin. Sein Studium schloss er 1911 mit der Promotion zum Dr. jur. an der Universität Göttingen ab. Von 1914 bis 1918 nahm er am Ersten Weltkrieg als freiwilliger Krankenpfleger in Belgien und Bulgarien teil. Während dieser Zeit legte er 1917 das Grosse Juristische Staatsexamen in Berlin ab.
Nach dem Krieg arbeitete Hoyningen-Huene als Jurist. 1921 wurde er Staatsanwalt und 1922 trat er in den diplomatischen Dienst ein. 1922 wurde er in Stockholm, 1924 in Belgrad eingesetzt. Von 1924 bis 1934 war er im Büro des Reichspräsidenten tätig.
Am 17. April 1925 heiratete Hoyningen-Huene Gudrun von Borsig, die Tochter von Conrad von Borsig, dem Bruder des Großindustriellen Ernst von Borsig.

### Tätigkeit im Reichspräsidentenpalais (1925 bis 1934)
1925 wurde Hoyningen-Huene zum Vertreter des Auswärtigen Amtes beim Reichspräsidenten ernannt. In dieser Eigenschaft hielt er sich in den folgenden neun Jahren ständig in unmittelbarer Nähe des Reichspräsidenten Paul von Hindenburg auf und hatte ein Büro in neben den Amtsräumen des Staatsoberhauptes. Als außenpolitischer Adjutant des Reichspräsidenten erstattete Hoyningen-Huene, zunächst im Rang eines Legationsrates, später im Rang eines Ministerialdirektors, Hindenburg täglich Bericht über die außenpolitischen Ereignisse und Entwicklungen. Ferner übernahm er eine Art Vorzimmerfunktion für alle deutschen und ausländischen Diplomaten, die bei Hindenburg vorstellig wurden: Er empfing diese zunächst in seinem Büro, bereitete sie auf ihr Treffen mit dem Präsidenten vor, führte sie ins Büro des Staatsoberhauptes, stellte sie diesem vor und unterstützte den Präsidenten gegebenenfalls indem er diesem während seiner Unterredungen mit den Diplomaten als „Einflüsterer“ ergänzende Informationen gab. Nach dem Tod Hindenburgs Anfang August 1934 ließ Hoyningen-Huene den Künstler Josef Thorak eine Totenmaske des verstorbenen Reichspräsidenten nehmen.

### Deutscher Gesandter in Portugal (1934 bis 1944)
Am 14. August 1934 wurde Hoyningen-Huene von Adolf Hitler, der Hindenburg nun als Staatsoberhaupt nachfolgte, zum neuen deutschen Gesandten (entspricht im heutigen Sprachgebrauch einem Botschafter) in Portugal ernannt. Die Ernennung war bereits durch Hindenburg ausgesprochen worden. In Portugal, wo er die deutsche Gesandtschaft in Lissabon bewohnte, blieb Hoyningen-Huene bis 1944 als Gesandter tätig. Ein britischer Autor beschreibt ihn für diese Zeit als einen „Karrierediplomaten der Papenschule“ („a career diplomat of the von Papen school“). Am 11. April 1939 beantragte er die Aufnahme in die NSDAP und wurde zum 1. September desselben Jahres aufgenommen (Mitgliedsnummer 7.077.241).
Während seiner Zeit in Portugal freundete sich Hoyningen-Huene eng mit Salazar und Staatspräsident Carmona an. Daneben unterhielt er auch Kontakte zum Herzog und zur Herzogin von Windsor und zu Otto Wolff. Außerdem agierte er als Mittelsmann des deutschen Abwehrchefs Wilhelm Canaris in Lissabon. Erich Schröder war der SD-Führer in der Botschaft.
Im Juli 1943 überreichte Hoyningen-Huene dem portugiesischen Staatschef Carmona ein Geschenk Hitlers, das aus einem eigenhändig signierten Bild des Diktators sowie Original-Dokumenten aus dem sog. Peninsula-Krieg bestand. Hoyningen-Huenes gutes Verhältnis zu Salazar konnte allerdings nicht verhindern, dass dieser den Alliierten im Oktober 1943 erlaubte, Seebasen auf den Azoren einzurichten.

### Nachkriegszeit (1945 bis 1963)
Infolge der "Nachwehen" des 20. Juli 1944 wurde Hoyningen-Huene von seinem Posten als deutscher Gesandter in Portugal abberufen. Es folgte bis 1948 eine Internierung in Konstanz, später in Schloss Langenstein bei Graf Douglas, anfangs durch die deutsche Reichsregierung, danach durch die Amerikaner. Am 11. Oktober 1945 erfolgte in Wiesbaden ein Verhör durch amerikanische Offiziere. Im August 1947 wurde er von Robert Kempner verhört. Hoyningen-Huene behauptete dabei, an der Entführung Berthold Jacobs aus Lissabon nicht beteiligt gewesen zu sein, sondern er verlegte die Aktion in das Jahr 1945 und schob die Verantwortung seinem Nachfolger Gustav Adolph von Halem sowie der Gesandtschaft in Madrid zu. Auch einen Kontakt zu dem deutschen Agenten in den USA George Sylvester Viereck bestritt er.
Die Entnazifizierung erkannte ihn als "Nicht belastet". Danach kehrte Hoyningen-Huene für die Zeit 1948 bis 1963 als Privatmann nach Estoril, Portugal zurück.
1952 regte die portugiesische Regierung an, Hoyningen-Huene als deutschen Gesandten/Botschafter für Portugal zu reaktivieren. Salazar war dabei so sehr an einer Neubestallung seines alten Freundes gelegen, dass er „viermal in Bonn sowie auch in London, Washington und Paris Schritte“ unternahm, um die Wiedereinsetzung des alten Gesandten zu erreichen. Die Bonner Regierung lehnte es jedoch ab den ehemaligen Gesandten des nationalsozialistischen Deutschlands als Botschafter der Bundesrepublik auf seinen alten Posten zurückkehren zu lassen.
Hoyningen-Huene wurde auf dem Hamburger Friedhof Ohlsdorf beigesetzt.
Sein Nachlass lagert im politischen Archiv des Auswärtigen Amtes.

## Schriften
- Die Regelung der verminderten Zurechnungsfähigkeit im Deutschen, Österreichischen und Schweizerischen Vorentwurf, Borno-Leipzig, 1911. (Dissertation)